# Flancourt-Crescy-en-Roumois
Flancourt-Crescy-en-Roumois – gmina we Francji, w regionie Normandia, w departamencie Eure. W 2013 roku liczba ludności na terenie obecnej gminy wynosiła 1293 mieszkańców. 
Gmina została utworzona 1 stycznia 2016 roku z połączenia trzech wcześniejszych gmin: Bosc-Bénard-Crescy, Épreville-en-Roumois oraz Flancourt-Catelon. Siedzibą gminy została miejscowość Bosc-Bénard-Crescy.